# Karel Kopřiva
Karel Kopřiva (23. června 1930 Krumvíř – 11. února 2004 Brno) byl český kontrabasista a profesor hry na kontrabas.

## Život a kariéra
Absolvoval obor hry na kontrabas na brněnské konzervatoři (1946–1951, ve třídě Rudolfa Tuláčka). V roce 1951 se stal vítězem kontrabasové soutěže konzervatoří v Praze. V letech 1952–1956 vystudoval hru na kontrabas na Hudební fakultě Janáčkovy akademie múzických umění v Brně u Františka Hertla (titul Mgr.). Po absolutoriu nastoupil angažmá v orchestru Janáčkovy opery v Brně, kde působil mnoho let jako zástupce vedoucího skupiny. V letech 1961–1965 byl současně externím profesorem na brněnské konzervatoři. Z jeho žáků vynikl Josef Hanák (nar. 1947), původně člen Janáčkovy opery, později Státní filharmonie Brno, od roku 1996 opět Janáčkovy opery.

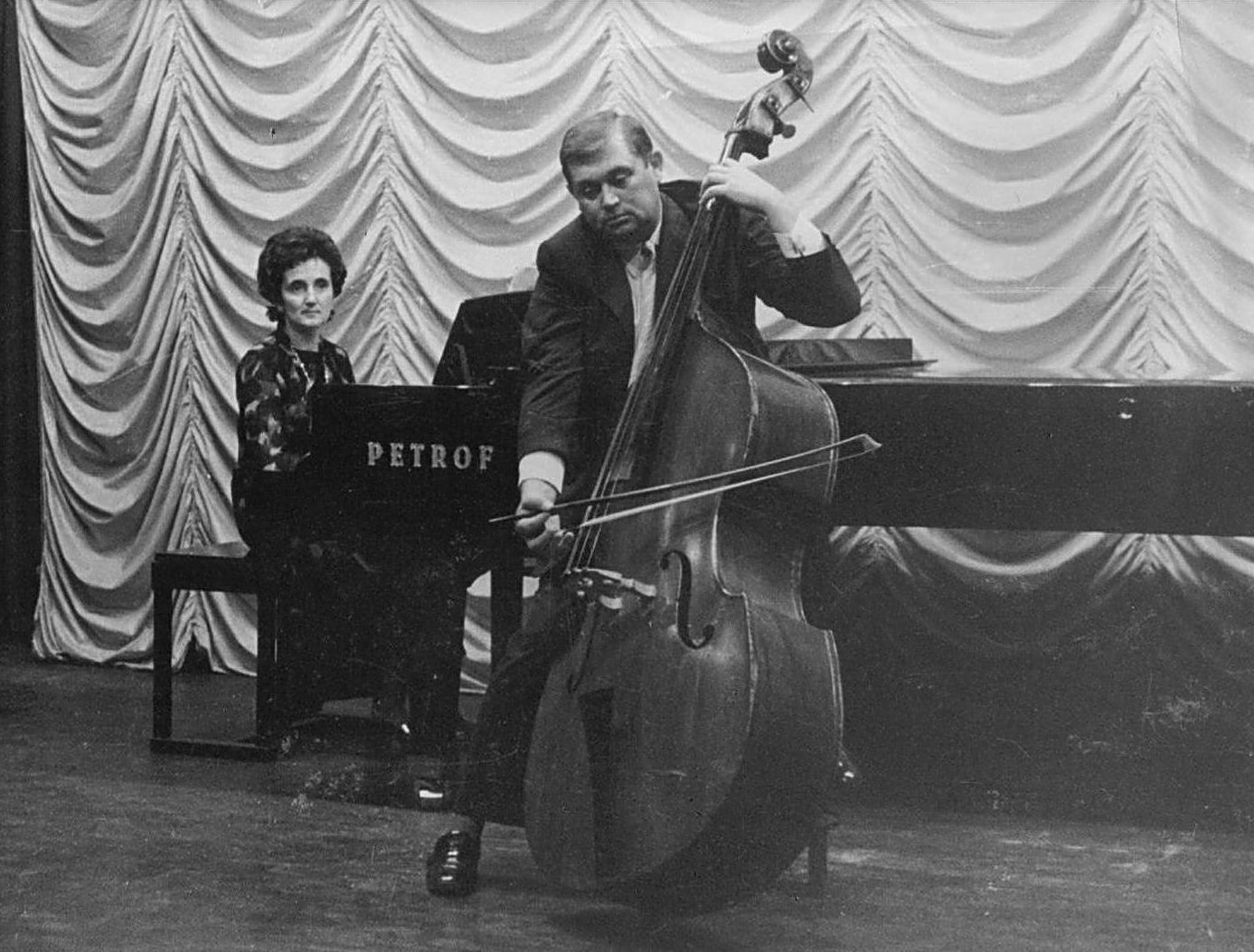
Manželé Alena Husková a Karel Kopřiva při vystoupení v Domě československé kultury v Havaně

Z prvního manželství s manželkou Marií Kopřivovou z Hovoran se narodil syn Karel nar. 1951 a syn Pavel nar. 1952.
V roce 1962 se druhou manželkou Karla Kopřivy stala klavíristka, dirigentka a korepetitorka baletu Národního divadla Brno Alena Husková. Z manželství se narodila dcera Alena Blažejovská, roz. Kopřivová (nar. 1963), slovesná dramaturgyně a dokumentaristka Českého rozhlasu, a syn Petr (nar. 1969).
V letech 1965–1967 a 1971–1980 působil Karel Kopřiva jako sólový kontrabasista v Národním symfonickém orchestru v Havaně, v 70. letech rovněž vedl kontrabasovou třídu na Národní umělecké škole Instituto Superior de Arte v Cubanacánu. K jeho žákům patřili později kubánští kontrabasisté Antonio Gómez Sotolongo, Andrés Escalona Graña, Orlando Cachaíto López (Buena Vista Social Club) a další.
Po návratu do Brna vyučoval interně v letech 1981–2000 na brněnské konzervatoři. Zde k jeho žákům patřili Mito Teocharis, Rostislav Tománek, Vít Šujan, Pavel Juřík a Jakub Šimáně.